# Ягудиил (линейный корабль, 1843)
«Ягудиил» или «Иегудиил» — парусный линейный корабль Черноморского флота Российской империи, находившийся в составе флота с 1843 по 1855 год, представитель серии кораблей типа «Султан Махмуд». Во время несения службы по большей части участвовал в практических плаваниях и перевозке войск, а во время Крымской войны принимал участие в обороне Севастополя, где и был затоплен при оставлении города гарнизоном.

## Описание корабля

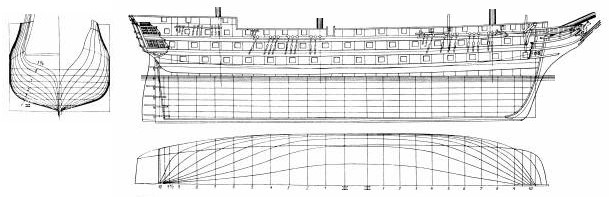
Теоретический чертёж линейного корабля «Силистрия» из фондов ЦГАВМФ

Один из восьми парусных 84-пушечных линейных кораблей типа «Султан Махмуд», строившихся в Николаеве с 1836 по 1845 год. Прототипом серии послужил корабль «Силистрия». Круглая корма этих кораблей повышала прочность корпуса, в его наборе использовались металлические детали, а пеньковые канаты были заменены якорь-цепями. Водоизмещение корабля составляло 3790 тонн, длина между перпендикулярами — 59,7 метра, длина по гондеку — 60,1—60,2 метра, ширина 15,8—16,3 метра, глубина интрюма — 8,1 метра, а осадка — 7,2 метра. Вооружение корабля по сведениям из различных источников составляли от 84 до 96 орудий, из них от пятидесяти восьми до шестидесяти четырех 36-фунтовых пушек, двадцать 24-фунтовых пушек или пушко-карронад, две 24-фунтовых, семь 18-фунтовых, две 12-фунтовых и две 8-фунтовых карронады, а также четыре 1-пудовых единорога. Экипаж корабля состоял из 750 человек.
Корабль назван в честь одного из восьми христианских архангелов Иегудиила и был последним из трёх парусных линейных кораблей российского флота, названных именем этого архангела. До этого одноимённые корабли строились в 1715 году для Балтийского флота и в 1800 году — для Черноморского, также в составе флота с 1746 по 1760 год нёс службу одноимённый фрегат, а с 1745 года — гекбот.

## История службы

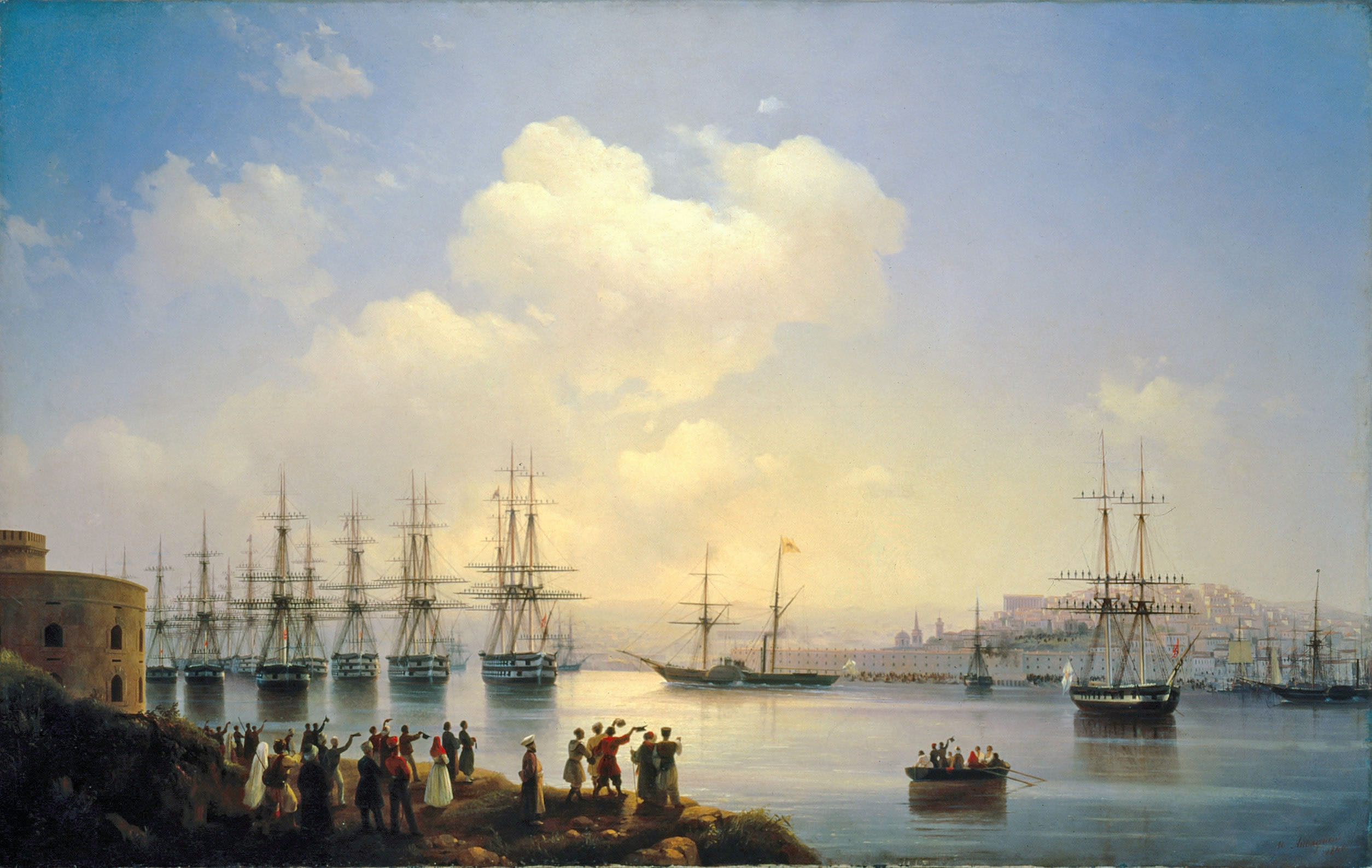
Русская эскадра на Севастопольском рейде. Айвазовский, 1846 год

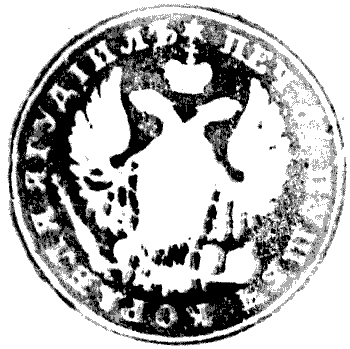
Оттиск печати линейного корабля «Ягудиил»

Линейный корабль «Ягудиил» был заложен 21 сентября (3 октября) 1839 года на стапеле Спасского адмиралтейства в Николаеве и после спуска на воду 17 (29) сентября 1843 года вошёл в состав Черноморского флота России. Строительство вёл кораблестроитель подполковник Корпуса корабельных инженеров И. С. Дмитриев. В следующем 1844 году корабль перешёл из Николаева в Севастополь.
В кампании 1845, 1847, 1849 и 1851 годов в составе эскадр кораблей Черноморского флота принимал участие в практических плаваниях в Чёрном море. Весной 1851 года также находился в составе отряда, осуществлявшего переброску войск из Севастополя в Одессу. При этом в кампаниях 1847, 1849 и 1851 годов на «Ягудииле» держал свой флаг командир 1 бригады 4-й флотской дивизии П. С. Нахимов. В 1852 и 1853 годах вновь выходил в практические плавания в Чёрном море, в том числе 29 июня (11 июля) принимал участие в учебном сражении, а во время учебной атаки флота на Севастопольский рейд 12 (24) августа находился в составе обороняющейся стороны. В кампанию того же 1853 года с 17 (29) сентября по 2 (14) октября в составе эскадры вице-адмирала П. С. Нахимова принимал участие в перевозке войск из Севастополя в Сухум-Кале, так на корабле было перевезено 947 солдат и офицеров Литовского полка 13-й дивизии.

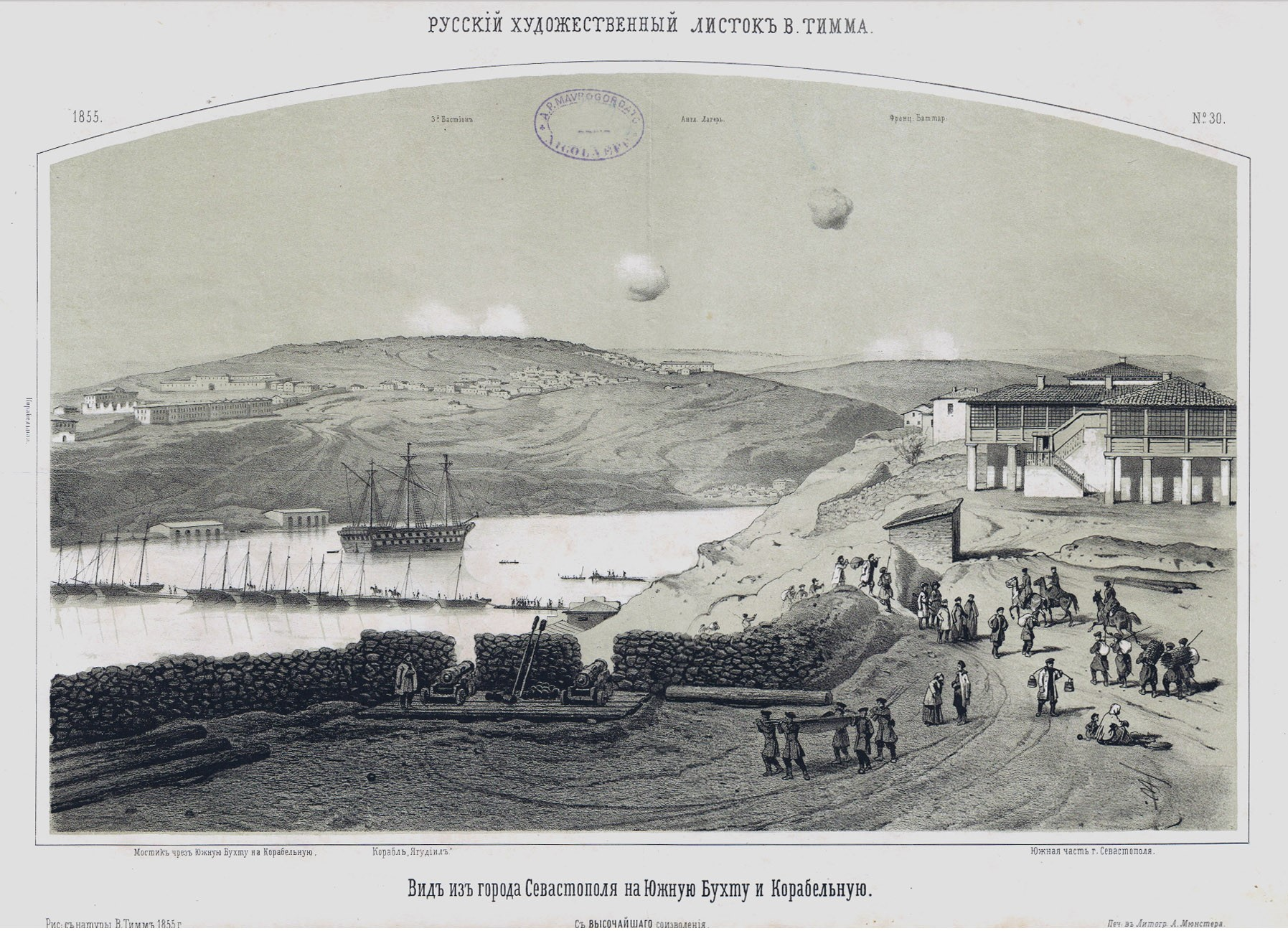
Корабль «Ягудиил» на рисунке В. Тимма «Вид из города Севастополь на Южную бухту и Корабельную», 1855 год

Принимал участие в Крымской войне, 11 (23) октября 1853 года вышел из Севастополя к анатолийскому берегу для поиска турецких судов в составе эскадры вице-адмирала П. С. Нахимова, однако во время плавания на корабле открылась течь и он в составе эскадры контр-адмирала Ф. М. Новосильского 11 (23) ноября был вынужден вернуться в Севастополь.
С апреля 1854 года находился у входа в Южную бухту, однако позже был переведен в глубину бухты. В октябре 1854 года ежедневно принимал участие в бомбардировке батарей противника. После затопления на рейде 13 (25) февраля 1855 года линейных кораблей «Святослав», «Ростислав» и «Двенадцать апостолов», оставался в Севастополе в составе отряда их шести боеспособных линейных кораблей Черноморского флота, также включавшем корабли «Чесма», «Великий князь Константин», «Императрица Мария», «Храбрый» и «Париж». В 1855 году в № 30 Русского художественного листка была опубликована литография А. Э. Мюнстера по рисунку В. Ф. Тимма того же года с видом из Севастополя на Южную бухту с кораблём «Ягудиил» в её центре.
28 августа (9 сентября) 1855 года при оставлении города гарнизоном «Ягудиил» был затоплен на Севастопольском рейде. Из-за мелководья у Павловского мыска корабль не полностью погрузился в воду, в связи с чем экипажу пришлось сжечь выступающую из воды часть. После войны при расчистке Севастопольской бухты в 1857 году корпус корабля был взорван.

## Командиры корабля
Командирами линейного корабля «Ягудиил» в звании капитанов 1-го ранга в разное время служили:
- П. Е. Шпицберг (1844—1849 годы)[15];
- П. И. Кислинский (1850—1855 годы)[16].